# Microbiologiste
Un microbiologiste est un scientifique qui étudie les formes de vie et les processus microscopiques. Cela inclut l'étude de la croissance, des interactions et des caractéristiques des micro-organismes tels que les bactéries, les algues, les fungi, les virus et certains types de parasites et leurs vecteurs. La plupart des microbiologistes travaillent dans des bureaux et/ou des installations de recherche, aussi bien dans des entreprises privées de biotechnologie que dans le milieu universitaire. La plupart des microbiologistes se spécialisent dans un domaine donné de la microbiologie, comme la bactériologie, la parasitologie, la virologie ou l'immunologie.

## Fonctions

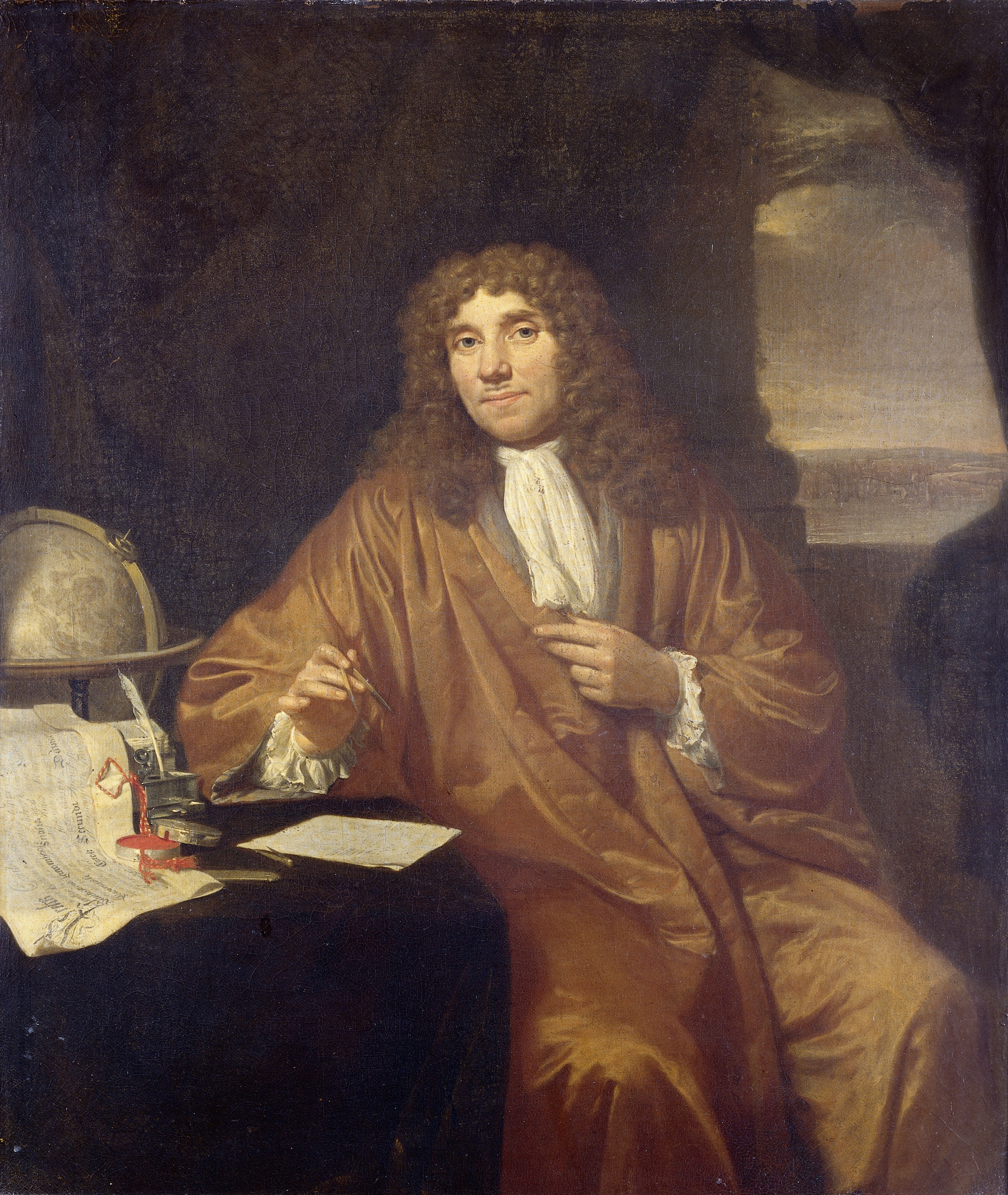
En tant que premier microscopiste et microbiologiste reconnu de l'histoire, Antonie van Leeuwenhoek a été le premier à découvrir (observer), étudier, décrire et mener des expériences scientifiques avec un large éventail d'organismes microscopiques (y compris des bactéries, qu'il appelait animalcules) et à déterminer leur taille de manière relative, en utilisant des microscopes à lentille unique de sa propre conception,,,,.

Les microbiologistes travaillent généralement d'une manière ou d'une autre à l'accroissement des connaissances scientifiques ou à l'utilisation de ces connaissances de façon à améliorer les résultats en médecine ou dans l'industrie. Pour de nombreux microbiologistes, ce travail comprend la planification et la réalisation de projets de recherche expérimentale dans un laboratoire. D'autres peuvent avoir un rôle plus administratif, en supervisant les scientifiques et en évaluant leurs résultats. Les microbiologistes travaillant dans le domaine médical, comme les microbiologistes cliniques, peuvent voir des patients ou des échantillons de patients et effectuer divers tests pour détecter les organismes pathogènes.
Pour les microbiologistes travaillant dans le milieu universitaire, les tâches comprennent la recherche dans un laboratoire universitaire, la rédaction de propositions de subventions pour financer la recherche, ainsi qu'un certain degré d'enseignement et de conception de cours. Les microbiologistes travaillant dans l'industrie peuvent avoir des tâches similaires, sauf que la recherche est effectuée dans des laboratoires industriels afin de développer ou d'améliorer des produits et des processus commerciaux. Les emplois dans l'industrie peuvent également inclure un certain degré de travail de vente et de marketing, ainsi que des tâches de conformité réglementaire. Les microbiologistes travaillant pour le gouvernement peuvent avoir des tâches variées, notamment la recherche en laboratoire, la rédaction et les conseils, l'élaboration et l'examen des processus réglementaires, et la supervision des subventions offertes aux institutions extérieures. Certains microbiologistes travaillent dans le domaine du droit des brevets, soit auprès d'offices nationales de brevets, soit dans des cabinets privés. Ses fonctions comprennent la recherche et la navigation dans les réglementations relatives à la propriété intellectuelle. Les microbiologistes cliniques ont tendance à travailler dans des laboratoires gouvernementaux ou hospitaliers où leurs tâches consistent notamment à analyser des spécimens cliniques pour détecter les micro-organismes responsables de la maladie. Certains microbiologistes travaillent plutôt dans le domaine de la vulgarisation scientifique, où ils développent des programmes et du matériel pour éduquer les étudiants et les non-scientifiques et stimuler l'intérêt pour le domaine de la microbiologie.

## Éducation
Le niveau d'entrée des emplois en microbiologie exige généralement au moins une licence en microbiologie ou dans un domaine connexe. Ces programmes diplômants comprennent souvent des cours de chimie, de physique, de statistiques, de biochimie et de génétique, suivis de cours plus spécialisés dans des sous-domaines d'intérêt. Bon nombre de ces cours comportent des éléments de laboratoire pour enseigner aux stagiaires des compétences basiques et spécialisées en laboratoire.
Les emplois indépendants de niveau supérieur, comme celui de microbiologiste clinique/médical dans un hôpital ou un centre de recherche médicale, requièrent généralement un master en microbiologie et un doctorat dans l'une des sciences de la vie (biochimie, microbiologie, biotechnologie, génétique, etc.), ainsi que plusieurs années d'expérience en tant que microbiologiste. Cette expérience comprend souvent une période de recherche postdoctorale au cours de laquelle le candidat dirige des projets de recherche et se prépare à passer à une carrière indépendante. Les chercheurs postdoctoraux sont souvent évalués en grande partie sur la base des articles universitaires qu'ils ont publiés, ainsi que sur les recommandations de leurs superviseurs et de leurs collègues.
Dans certains sous-domaines de la microbiologie, des licences ou des certifications sont disponibles ou requises pour accéder à certains postes. C'est le cas des microbiologistes cliniques, ainsi que des personnes impliquées dans la sécurité alimentaire et certains aspects du développement des produits pharmaceutiques et des dispositifs médicaux.

## Perspectives d'emploi
On continuera à avoir besoin de microbiologistes pour faire progresser les connaissances scientifiques fondamentales et pour contribuer au développement de produits pharmaceutiques et biotechnologiques. Cependant, les perspectives d'emploi varient considérablement selon le poste et le lieu.
Aux États-Unis, le Bureau of Labor Statistics prévoit que l'emploi des microbiologistes augmentera de 4 % entre 2014 (22 400 employés) et 2024 (23 200 employés). Cela représente une croissance plus lente que celle de la profession moyenne, ainsi qu'une croissance plus lente que celle de l'ensemble des spécialistes des sciences de la vie (6 % prévus).